# Pinga (futebolista catarinense)
Airton Raul de Andrade, mais conhecido como Pinga (Florianópolis, 1953 — Florianópolis, 01 de junho de 2007), foi um futebolista brasileiro que atuava como lateral-direito.
É um dos maiores ídolos da história do Figueirense, onde é o jogador que mais vezes vestiu a camisa do clube, sendo 483 jogos entre os anos de 1971 e 1980.
O apelido surgiu por causa de um jogador que atuava no Vasco.

## Carreira
Era natural do bairro da Coloninha, onde atuou pelo Monte Castelo, e seu pai era funcionário do Figueirense.
Em 1971, com 18 anos, estreou no time titular do Figueira em amistoso contra o São Cristóvão.
Pinga era o lateral do Figueirense na primeira vez que o clube catarinense disputou o Campeonato Brasileiro, em 1973, e pelo clube disputou o Brasileirão sete anos seguidos, de 1973 a 1979, sendo o único jogador a participar das setes campanhas.
Em 22 de março de 1978, atuou pela Seleção do Paraná em amistoso contra a Seleção Brasileira, que venceu por 1x0 no Estádio Couto Pereira.
Pelo Figueirense, exerceu ainda as funções de auxiliar técnico e treinador nas categorias de base.

## Títulos
Figueirense
- Campeonato Catarinense: 1972 e 1974[5]

## Morte
Airton sofreu um aneurisma abdominal, foi internado, mas não resistiu à cirurgia e faleceu aos 54 anos de idade.